# Hogna heeri
Hogna heeri là một loài nhện trong họ Lycosidae.
Loài này thuộc chi Hogna. Hogna heeri được Tord Tamerlan Teodor Thorell miêu tả năm 1875.